# Jazzhus Montmartre
Jazzhus Montmartre war ein Jazz-Club in Kopenhagen, Nørregade 41 (davor 1959 bis 1976 Store Regnegade 19). Der legendäre Jazz-Club war in den 1960er Jahren bis zu seiner Schließung beziehungsweise seinem Umzug 1976 eines der Zentren für modernen Jazz in Europa. 1995 wurde der Club geschlossen; 2010 entstand wieder ein gleichnamiger Club in der Store Regnegade 19a.
Der alte Club hieß zeitweise auch Café Montmartre.

## Geschichte
Das Lokal in der Store Regnegade 19 wurde von dem Architekten Anders Dyrup am 16. Februar 1959 eröffnet, mit einem zweiwöchigen Gastspiel von George Lewis. Im Gebäude gab es ein Tanzlokal mit Namen Montmartre, dass schon Jahrzehnte vorher gelegentlich für Jazzveranstaltungen benutzt wurde, unter anderem seit 1954 für die des Club Montmartre von Dyrup und Adrian Bentzon  und die Veranstaltungen des Blue Note (beide nur für Mitglieder). Dyrup kaufte das Haus und wandelte es in einen Jazzclub um, genannt Café Montmartre. Im neu eröffneten für jeden offenen Club spielten zunächst vor allem Bands des traditionellen Jazz; nur vereinzelt waren Exponenten des Modern Jazz wie Jørgen Ryg mit Erik Moseholm, Mose Allison oder das Finn Savery Trio gebucht. Kurz darauf spielte Stan Getz regelmäßig Montag bis Donnerstag im Club, als erster einer Reihe von Exil-Amerikanern, die längere Engagements im Montmartre hatten. Die Rhythmusgruppe wurde nun ab August 1959 von Oscar Pettiford, dem schwedischen Pianisten Jan Johansson und damals führenden dänischen Schlagzeuger William Schiøpffe (1926–1981) gebildet, die den dänischen Vibraphonisten Louis Hjulmand ebenso wie Getz, Benny Bailey und Don Byas begleitete. Auch Helen Merrill trat im ersten Jahr auf. Februar 1960 wurde der Club wegen Renovierung geschlossen und öffnete erst wieder unter neuer Leitung Ende 1961. Während dieser Zeit starb Pettiford und Getz ging in die Vereinigten Staaten zurück.
Auf Vorschlag des in Kopenhagen lebenden US-amerikanischen Jazzpianisten Harold Goldberg kaufte Herluf Kamp-Larsen den Club in die Store Regnegade von Dyrup und beide eröffneten Neujahr 1962 mit dem Tenorsaxophonisten Brew Moore. Nach einem Jahr verließ Goldberg die Partnerschaft, da es Zwistigkeiten wegen des Programms gab, das Goldberg nicht ändern wollte. Ab März 1963 hieß der Club Jazzhus Montmartre. Kamp-Larsen nahm neben Modern Jazz der Nachkriegszeit und den mehr traditionellen großen Solisten der Swing-Ära auch zeitgenössische New Yorker Musiker ins Programm. Für US-Musiker organisierte Kamp-Larsen auch gleichzeitig mit Hilfe von SAS Rundflugtickets Auftritte vorzugsweise im Ronnie Scotts in London, Gyllene Cirkeln in Stockholm und Blue Note in Paris. Ein angeschlossenes kleines Studio diente für Radioübertragungen und Aufnahmen. Es traten nun Musiker wie Dexter Gordon (der erstmals im Oktober 1962 und mit Unterbrechungen bis 1976 hier spielte), Bud Powell (Februar–März 1962, es entstanden keine Aufnahmen, Begleitung Oersted-Pedersen), Don Byas, Roland Kirk (Oktober 1963, Dezember 1966), Coleman Hawkins (Februar 1968), Don Cherry, Albert Ayler, Ben Webster (zuerst Januar 1965), Johnny Griffin (der ab 1964 auftrat und nach Gordon der im Club am häufigsten zu hörende Solist war), Sahib Shihab, Phil Woods, Lee Konitz, Bill Evans, Teddy Wilson, Abdullah Ibrahim (Dollar Brand, Mai 63, März–April 64, 1965, 1969, Mai–Juni 1972 solo und mit Don Cherry), Rex Stewart, Art Farmer, Charles Tolliver, Freddie Hubbard und Stuff Smith (März 1965, Juni/Juli 1966, September 1967) auf. An den Montagen konnten dänische Gruppen spielen; zunächst wechselten sich Max Brüel und John Tchicai ab. Die Rhythmusgruppen bestanden aus einer Hausband mit zunächst Pianist Bent Axen, dann Tete Montoliu (ab Oktober 1963) und von 1964 für sieben Jahre Kenny Drew. Ab 1963 war Niels-Henning Ørsted Pedersen der Bassist; als Schlagzeuger wirkten William Schiøpffe (1962/63), Alex Riel (1963–1966), Al Heath (1967/68) und Makaya Ntshoko (1966 und 1969/70). Um 1970 war J. C. Moses hier als Schlagzeuger in der Rhythmusgruppe des Clubs tätig. Bis ins Jahr 1970 stimmte die ökonomische Basis des Clubs, dann aber kam er in eine Krise: Einerseits kamen immer häufiger eingespielte Bands anstelle der Solisten (bzw. die Solisten brachten eigene Begleitbands mit), so dass der Club höhere Kosten hatte. Hinzu kamen ein neues Steuersystem, das auf 18 Jahre angehobene Eintrittsalter (ab 1971) und teurere Flugtickets – außerdem hatte das Interesse für Jazz gegenüber den Anfangsjahren nachgelassen. Bereits im Sommer 1970 und 1971 spielten einige dänische Bands ohne Gage, um den Club zu unterstützen, und es gab auch erstmals Unterstützung vom Kultusministerium. Doch 1974 musste Kamp-Larsen seinen Bankrott erklären. Die dänische Jazzmusikervereinigung, die seit 1971 die Programmplanung übernahm, hatte sich zurückgezogen. Am 7. September schloss der Club nach einem letzten Auftritt von Dexter Gordon.
Im Februar 1975 kam es zu einer kurzzeitigen Neueröffnung nach einer Renovierung als Café Montmartre, mit Dexter Gordon als Zugpferd und zum Beispiel Jimmy Heath, Clifford Jordan, Johnny Griffin, Warne Marsh mit Lee Konitz, Duke Jordan, Elvin Jones und der Thad Jones/Mel Lewis Bigband. Im November stand es aber wieder zum Verkauf und die letzte Vorstellung war im Februar 1976. Obwohl es Interessenten gab, entschied sich der Besitzer für eine andere Nutzung.
Das neue Jazzhus Montmartre trat am 15. September 1976 unter der Leitung von Kay Sørensen (1938–1988), in Dänemark als JazzKay bekannt, seine Nachfolge in der Nörregade an, an der Stelle des ersten dänischen Jazz-Nachtclubs der 1920er Jahre, des Adlon. Musikalischer Manager war Niels Christensen, der aus kommerziellen Gründen auch Rock-, Pop- und Folk-Acts buchte und nach den Auftritten eine sehr populäre „Nacht-Diskothek“ betrieb. Nach dem Tod von Sørensen (der für sein Engagement den Poul Henningsen Preis erhielt, den er gleich an Kamp-Larsen weitergab) wurde der Club verkauft und die Leitung, die bis dahin bei Thorborg und Christensen gelegen hatte, wechselte. Unter Leitung des Klarinettisten Ole Gohn und des Schlagzeugers Søren Houlind wurden verschiedene Musikstile ausprobiert. Aufgrund mangelnden Erfolgs schloss der Club aber 1993 und wurde von der Pop-Sängerin Anne Linnet gekauft und auf neue Musikstile wie Techno und Hip-Hop umgestellt. Der Erfolg blieb aber aus und trotz finanzieller Unterstützung der Kommune wurde der Club im Januar 1995 endgültig geschlossen und stattdessen in eine Diskothek verwandelt. Als neue Spielstätte für Jazz in Kopenhagen hatte aber schon Oktober 1991 das Copenhagen Jazz House (Niels Hemmingsens Gade 10) eröffnet, geleitet von Lars Thorborg. Außerdem findet jährlich im Juli seit 1979 das Copenhagen Jazz Festival statt.
Mai 2010 wurde der Club an alter Stelle (Store Regnegade 19A) von dem Journalisten Rune Bech (in Zusammenarbeit mit Niels Lan Doky) neu eröffnet.

## Bedeutung
Als sich viele US-amerikanische Jazzmusiker wegen des liberaleren Klimas ab Ende der 1950er-Jahre in Europa und speziell in Kopenhagen niederließen, wurde das Montmartre zu ihrer Hauptspielstätte. Dazu zählten Dexter Gordon (1962 bis 1976 in Kopenhagen), Ben Webster (der von 1964 bis zu seinem Tod 1973 überwiegend in Kopenhagen lebte, unterbrochen 1966 bis 1969 in Amsterdam), Stan Getz (der 1958 bis 1961 mit seiner schwedischen Frau in Kopenhagen lebte), Bud Powell (der von 1959 bis 1964 in Paris lebte) und Oscar Pettiford (der aber schon 1960 kurz nach seinem Umzug nach Kopenhagen starb). Hauspianist Kenny Drew lebte ebenfalls als  „Exilant“ seit den 1960er Jahren in Dänemark.

## Sonstiges
1962 begegneten sich hier erstmals die Free-Jazzer Albert Ayler, Sunny Murray und Cecil Taylor. Taylor war im November 1962 für vier Wochen im Montmartre, begleitet von Sunny Murray und Altsaxophonist Jimmy Lyons. Von der Begegnung von Taylor mit Ayler existieren keine Aufnahmen.
Zeitweise gaben sie ein vierzehntägliches Mitteilungsblatt Jazz & Rock heraus.

## Auswahl-Liste der dort aufgetretenen Musiker
Im alten Montmartre (bis 1976):
- Joe Albany (April 73)
- Albert Ayler (Herbst 64 mit Quartett, Cherry, Peacock, Murray)
- Sathima Bea Benjamin, Sängerin
- Paul Bley Trio (1965, 1972)
- Donald Byrd (Aug. 65 mit Gordon)
- Benny Carter (1971 mit Webster)
- Don Cherry (zuerst Sept. und Okt. 1963 mit Archie Shepp, Tchicai, 1965 mit Steve Lacy, März 1966 mit Quintett, Gato Barbieri, Karl Berger, Bo Stief, Aldo Romano)
- Chick Corea Return to Forever (Sept. 72)
- Eddie Lockjaw Davis (Mai 67)
- Kenny Drew
- Kenny Dorham (Dez. 63)
- Roy Eldridge (Okt.73)
- Booker Ervin (Okt. 1964, Juni 1969)
- Bill Evans Trio (Nov. 69, Juni 70, Nov. 73)
- Gil Evans (Juni 71, Juli 74 mit Big Band)
- Art Farmer (1965, 1968)
- Stan Getz (1960, dann wieder 1970 und später)
- Dexter Gordon
- Lars Gullin (Sept. 62, 1970)
- Al Haig (Dez.73)
- Herbie Hancock Sextett (Juli 71, März 72)
- Albert Heath
- Jimmy Heath (Sept. 67, Okt. 69)
- Joe Henderson (Sept. 68, Aug. 73)
- Freddie Hubbard Quintet (Sept.70, März 73)
- Keith Jarrett (Sept. 72)
- Jan Johansson
- Thad Jones/Mel Lewis Orchestra (Juli 74)
- Clifford Jordan (Nov. 67, April 69)
- Duke Jordan (Nov. 73)
- Rahsaan Roland Kirk (Okt. 63, Dez. 66)
- Krzysztof Komeda (April 63, Februar 65)
- Lee Konitz (Sept. 65, April 68, Mai 69)
- Harold Land/Bobby Hutcherson Quinet (Mai 70)
- Yusef Lateef (Aug.–Sept. 1966, Aug. 67, Juni–Juli 1968, Okt. 1971)
- Mahavishnu Orchestra (Juni 72)
- Chris McGregor und seine Blue Notes (Juli 65, April 66, mit Louis Moholo, Johnny Dyani)
- Charles Mingus Quintett (Aug.72)
- Tete Montoliu
- Hank Mobley (April 1968)
- Gerry Mulligan
- Horace Parlan (ab 1972)
- Oscar Pettiford,
- Jean-Luc Ponty (Dezember 1969)
- Bud Powell
- Bob Rockwell
- Sonny Rollins (Sept. 1968)
- George Russell (April 65)
- Archie Shepp
- Zoot Sims
- Stuff Smith
- Clark Terry
- Lucky Thompson (März 62, Aug. 68)
- Ed Thigpen
- McCoy Tyner Quartett (Juli 73)
- Weather Report (Juni 72)
- Ben Webster
- Tony Williams Lifetime (Juni 71, Aug. 72)
- Phil Woods (Juli 68, Aug.69)
- Frank Wright Quartet (Sept.70)
- Leo Wright (Jan., Feb. 64)

Aus der dänischen Jazz-Szene:
- Atli Bjørn, Klavier mit eigenem Trio ab 1962
- Max Brüel (Sopransaxophon, reguläres Quintett an den Montagabenden ab Sept. 62, mit Niels Brøndsted Klavier, teilweise mit John Tchicai oder Ray Pitts)
- Torben Kjær (Piano)
- Palle Mikkelborg (Schlagzeug, Bandleader) (ab November 1964 regelmäßig an den Montag Abenden, ab 1972 Oktett mit Riel)
- Niels-Henning Ørsted Pedersen (Bass) (als Leader zuerst mit Sextett 1965)
- Alex Riel (Schlagzeug)
- Niels Jørgen Steen
- Jesper Thilo (Tenorsaxophon)
- Mads Vinding (Bass)
- Bo Stief (Bass)

Im Jazzhouse Montmartre in der Nørregade:
- Miles Davis
- Chet Baker
- Freddie Hubbard
- Harry Sweets Edison
- Wynton Marsalis
- Dizzy Gillespie
- Sonny Rollins
- Tom Scott
- Pharoah Sanders
- Johnny Griffin
- Bob Mintzer
- Bob Malach
- Stan Getz
- Wayne Shorter
- Michael Brecker
- Joe Lovano
- David Liebman
- Eddie Harris
- Phil Woods
- Art Pepper
- David Sanborn
- Gerry Mulligan
- Michel Petrucciani
- Abdullah Ibrahim (Dollar Brand)
- Bill Evans
- Chick Corea
- Michel Camilo
- Tânia Maria
- Eddie Palmieri
- Eliane Elias
- Cecil Taylor
- Egberto Gismonti
- Joe Zawinul
- John Scofield
- Bill Frisell
- Pat Metheny
- John McLaughlin
- Steve Khan
- Lee Ritenour
- Allan Holdsworth
- Jaco Pastorius
- Marc Johnson
- Ron Carter
- Stanley Clarke
- Miroslav Vitouš
- Eddie Gomez
- Marcus Miller
- Elvin Jones
- Steve Gadd
- Art Blakey
- Roy Haynes
- Tony Williams
- Jack DeJohnette
- Billy Higgins
- Louis Hayes
- Peter Erskine
- Adam Nussbaum
- Mel Lewis
- Al Foster
- Peter Erskine
- Airto Moreira
- Naná Vasconcelos
- Ray Barretto
- Mongo Santamaría
- Tito Puente
- Nancy Wilson
- Dee Dee Bridgewater
- Bobby McFerrin
- John Hiatt
- Milton Nascimento
- James Brown
- Tower of Power

## Platten, die im Montmartre aufgenommen wurden (Auswahl)
- Dollar Brand: African Piano
- Dollar Brand: Ancient Africa
- Don Byas: 30th Anniversary Album
- Bill Evans: Jazzhouse
- Bill Evans: You're Gonna Hear from Me
- Maffy Falay & Sevda: Live at Jazzhus Montmartre
- Dexter Gordon: Body and Soul
- Dexter Gordon: Ladybird in Music
- Dexter Gordon: Live at the Montmartre Jazzhus
- Dexter Gordon: The Montmartre Collection vol. 1 & 2
- Johnny Griffin: Live at Jazzhus Montmartre
- Roland Kirk: Kirk in Copenhagen
- Roland Kirk: Live in Copenhagen 1963
- Oscar Pettiford: My Little Cello
- Stuff Smith: Live at the Montmartre
- Stuff Smith Quartet: Swingin' Stuff
- Clark Terry & Ernie Wilkins: Live at Montmartre Copenhagen 9 June 1975
- Cecil Taylor: Innovations
- Cecil Taylor: What's New
- Ben Webster: Live at the Jazzhus Montmartre
- Ben Webster: Saturday Night at the Montmartre
- Ben Webster: Stormy Weather
- Ben Webster: Sunday Morning at the Montmartre
- Ben Webster: Midnight at the Monmartre 1965 (mit Drew, Ørsted Pedersen, Riel)